# Myurellopsis paucistriata
Myurellopsis paucistriata é uma espécie de gastrópode do gênero Myurellopsis, pertencente a família Terebridae.